# Comté de La Roche
Le comté de La Roche était un État féodal de Basse-Lotharingie. Il s'agissait d'un fragment de l'ancien comté d'Ardenne.
Le comté d'Ardenne avait été divisé en 870 en un comté septentrional, à droite de l'Ourthe, et un comté méridional sur la rive gauche. Ce dernier comté avait pour centre Bastogne. La Roche, située sur la rive gauche de l'Ourthe, était donc au début du XIe siècle aux mains du comte Gothelon de Bastogne. Il mourut en 1028 ou peu après en laissant une fille unique, Cunégonde, qui finit ses jours comme recluse à Saint-Hubert. Ses biens avaient été adjugés au fisc et Henri III, disposant des fiefs de La Roche et d'Amberloup, en investit le duc Frédéric de Basse-Lotharingie, en échange de certains biens situés en Saxe. On a conjecturé qu'ils lui venaient de sa seconde femme Ida.
Albert III de Namur prit pour femme, probablement en secondes noces, Ida, veuve du duc, mort en 1065. Ida put lui apporter en dot le pays de La Roche, le comté de l'Ardenne du nord et l'avouerie de l'abbaye de Stavelot (située dans le comté de l'Ardenne du nord).
À partir de ce moment, l'important château de La Roche, devenu le siège d'un comté, fut attaché à la maison de Namur. Albert III, comte de l'Ardenne septentrionale et avoué de Stavelot, l'attribua à son second fils, Henri, qui s'intitule comte depuis 1102. 
Dès 1088, peut-être, Albert III de Namur avait délégué l'avouerie de Stavelot à son fils Henri et probablement le comté de l'Ardenne du nord. Comme celui-ci avait été fortement amoindri tant par l'accroissement des immunités de Stavelot que par la création du comté de Salm-en-Ardenne (Vielsalm), La Roche, en s'y joignant, en était devenu la place la plus importante. Le comté de La Roche comprenait donc sans doute toute la portion de l'ancien comté ardennais de la rive droite de l'Ourthe qui n'avait pas été détachée au profit du comté de Salm (notamment la seigneurie de Houffalize), ainsi que le fief de La Roche.
Le comté de La Roche échut par déshérence à Henri l'Aveugle de Luxembourg. En 1163, il céda à sa sœur Alix de Hainaut les alleux qu'il possédait dans le comté de La Roche.
En 1628, Philippe IV mit en vente l'engagère (usufruit) sur le Comté de La Roche. Albert de Ligne l’acquit pour 164 665 florins qui servirent à financer la guerre contre Louis XIV. Une partie de cette somme fut payée en nature par la levée de troupe, l'autre en espèces provenant d'un coupe de bois dans le domaine du château de Dave (terre de sa femme Marie de Brabancons) et d'autre part de l'hypothèque sur la seigneurie de Brabancons. L'engagère du comté de La Roche se transmit par héritage jusqu'en 1753 date à laquelle Marie-Thérèse d'Autriche racheta l'engagère à Antonio de Sylva, arrière-petit-fils d'Albert de Ligne D'Arenberg .